# 2022-es labdarúgó-világbajnokság-selejtező (CAF – 3. forduló)
A 2022-es labdarúgó-világbajnokság afrikai selejtezőjének 3. fordulójának mérkőzéseit 2022-ben játsszák.

## Formátum
A második forduló 10 csoportgyőztese öt párosításban oda-visszavágós rendszerben mérkőzik meg. Az öt győztes kijut a világbajnokságra.

## Továbbjutók
| Csoport (2. forduló) | Győztes   |
| -------------------- | --------- |
| A                    | Algéria   |
| B                    | Tunézia   |
| C                    | Nigéria   |
| D                    | Kamerun   |
| E                    | Mali      |
| F                    | Egyiptom  |
| G                    | Ghána     |
| H                    | Szenegál  |
| I                    | Marokkó   |
| J                    | Kongói DK |

## Kiemelés és sorsolás
A csapatokat 5 kiemeltre és 5 nem kiemeltre osztották a 2021 novemberi FIFA-világranglista alapján (a helyezések zárójelben olvashatók). A sorsolást 2022. január 22-én tartották Doualában.
| 1. kalap                                                                       | 2. kalap                                                                    |
| ------------------------------------------------------------------------------ | --------------------------------------------------------------------------- |
| Szenegál (20.) · Marokkó (28.) · Tunézia (29.) · Algéria (32.) · Nigéria (36.) | Egyiptom (45.) · Kamerun (50.) · Ghána (52.) · Mali (53.) · Kongói DK (64.) |

## Párosítások
| 1. csapat | Össz.Tooltip Aggregate score | 2. csapat | 1. mérk. | 2. mérk.   |
| --------- | ---------------------------- | --------- | -------- | ---------- |
| Egyiptom  | 1–1 (t. 1–3)                 | Szenegál  | 1–0      | 0–1 (h.u.) |
| Kamerun   | 2–2 (i.g.)                   | Algéria   | 0–1      | 2–1 (h.u.) |
| Ghána     | 1–1 (i.g.)                   | Nigéria   | 0–0      | 1–1        |
| Kongói DK | 2–5                          | Marokkó   | 1–1      | 1–4        |
| Mali      | 0–1                          | Tunézia   | 0–1      | 0–0        |

## Mérkőzések
| 2022. március 25. 21:30 (UTC+2) |

| Egyiptom        | 1–0               | Szenegál |
| --------------- | ----------------- | -------- |
| Ciss 4' (öngól) | (1–0) Jegyzőkönyv |          |

| Cairo International Stadium, Kairó Játékvezető: Jean Jacques Ndala Ngambo (Kongói DK-i) |

| 2022. március 29. 17:00 (UTC±0) |

| Szenegál                       | 1–0 (h. u.)                 | Egyiptom                     |
| ------------------------------ | --------------------------- | ---------------------------- |
| Dia 3'                         | (1–0, 1–0, 1–0) Jegyzőkönyv |                              |
| Büntetőpárbaj                  |                             |                              |
| Koulibaly Ciss Sarr Dieng Mané | 3–1                         | Salah Sayed El Solia Mohamed |

| Diamniadio Olympic Stadium, Dakar Játékvezető: Mustapha Ghorbal (algériai) |

| 2022. március 25. 18:00 (UTC+1) |

| Kamerun | 0–1               | Algéria     |
| ------- | ----------------- | ----------- |
|         | (0–1) Jegyzőkönyv | Slimani 40' |

| Japoma Stadium, Douala Játékvezető: Joshua Bondo (botswanai) |

| 2022. március 29. 20:30 (UTC+1) |

| Algéria    | 1–2                         | Kamerun                              |
| ---------- | --------------------------- | ------------------------------------ |
| Touba 118' | (0–1, 0–1, 0–1) Jegyzőkönyv | Choupo-Moting 22' Toko Ekambi 120+4' |

| Mustapha Tchaker Stadium, Blida Játékvezető: Bakary Gassama (gambiai) |

| 2022. március 25. 19:30 (UTC±0) |

| Ghána | 0–0         | Nigéria |
| ----- | ----------- | ------- |
|       | Jegyzőkönyv |         |

| Cape Coast Sports Stadium, Cape Coast Játékvezető: Redouane Jiyed (marokkói) |

| 2022. március 29. 18:00 (UTC+1) |

| Nigéria                     | 1–1               | Ghána      |
| --------------------------- | ----------------- | ---------- |
| Troost-Ekong 22' (11-esből) | (1–1) Jegyzőkönyv | Partey 10' |

| Moshood Abiola National Stadium, Abuja Játékvezető: Sadok Selmi (tunéziai) |

| 2022. március 25. 16:00 (UTC+1) |

| Kongói DK | 1–1               | Marokkó       |
| --------- | ----------------- | ------------- |
| Wissa 12' | (1–0) Jegyzőkönyv | Tiszúdálí 76' |

| Stade des Martyrs, Kinshasa Játékvezető: Victor Gomes (dél-afrikai) |

| 2022. március 29. 20:30 (UTC+1) |

| Marokkó                                  | 4–1               | Kongói DK   |
| ---------------------------------------- | ----------------- | ----------- |
| Únáhí 21' 54' Tiszúdálí 45+7' Hakimi 69' | (2–0) Jegyzőkönyv | Malango 77' |

| Stade Mohammed V, Casablanca Játékvezető: Pacifique Ndabihawenimana (burundi) |

| 2022. március 25. 17:00 (UTC±0) |

| Mali | 0–1               | Tunézia             |
| ---- | ----------------- | ------------------- |
|      | (0–1) Jegyzőkönyv | Sissako 36' (öngól) |

| Stade du 26 Mars, Bamako Játékvezető: Bamlak Tessema Weyesa (etióp) |

| 2022. március 29. 20:30 (UTC+1) |

| Tunézia | 0–0         | Mali |
| ------- | ----------- | ---- |
|         | Jegyzőkönyv |      |

| Stade Hammadi Agrebi, Tunisz Játékvezető: Maguette N’Diaye (szenegáli) |